# Psydrax livida
Psydrax livida är en måreväxtart som först beskrevs av William Philip Hiern, och fick sitt nu gällande namn av Diane Mary Bridson. Psydrax livida ingår i släktet Psydrax och familjen måreväxter. Inga underarter finns listade i Catalogue of Life.